# Anglická renesanční literatura
Anglická renesanční literatura je literatura, jež vznikla v Anglii ve 14. století. V té době vládla v zemi dynastie Tudorovců.

## Poezie

### Geoffrey Chaucer
Geoffrey Chaucer byl anglický autor veršovaných povídek, známými se staly jeho Canterburské povídky. V tomto díle popisoval život tehdejšího venkova.

## Drama

### Christopher Marlowe
Christopher Marlowe byl dramatik, básník a překladatel, nejvýznamnější ze Shakespearových předchůdců.

### William Shakespeare
William Shakespeare je považován za největšího dramatika všech dob. Narodil se roku 1564. Studoval na latinském gymnáziu. Mezi jeho nejznámější díla patří Zkrocení zlé ženy, Hamlet, Othello a Romeo a Julie.